# Scarface: The World Is Yours
Scarface: The World Is Yours is een computerspel uit 2006 ontwikkeld door Radical Entertainment voor de PC, PlayStation 2, Xbox en een jaar later voor de Wii. Het spel is een vervolg van de film Scarface uit 1983. 
De speler kruipt in de rol van protagonist Tony Montana en gaat verder in de plot van de film. Hiervoor werd het einde van de film plot veranderd: Tony Montana overleefde de aanval op zijn huis en begint zijn imperium op te bouwen vanaf nul.
De soundtrack van het spel bevat niet alleen de muziek van de film, maar meer nummers uit de jaren tachtig. Naast dit spel is ook het computerspel Grand Theft Auto: Vice City georiënteerd op de film. Daarom hebben beide games soortgelijke locaties (zoals de Villa van Tony Montana) in Miami en verwijzingen naar de film. 

## Ontvangst
Het spel is positief ontvangen en werd meer dan 2 miljoen keer verkocht.
| Beoordeeld door | Jaar | Platform      | Score |
| --------------- | ---- | ------------- | ----- |
| Shooterplanet   | 2006 | Windows       | 84%   |
| PC Action       | 2006 | Windows       | 83%   |
| 4Players.de     | 2006 | PlayStation 2 | 83%   |
| GameSpy         | 2006 | PlayStation 2 | 80%   |
| Video Game Talk | 2006 | PlayStation 2 | 80%   |
| Video Game Talk | 2007 | Wii           | 80%   |
| Gamigo          | 2006 | Windows       | 77%   |
| Gamer.nl        | 2007 | Wii           | 70%   |
| IGROMANIA       | 2006 | Windows       | 65%   |
| Jeuxvideo.com   | 2007 | Wii           | 60%   |

## Trivia
- In de Duitse versie zijn een aantal dingen gecensureerd. Zo zijn de levels met een kettingzaag verwijderd en is het spel minder bloederig.